# فالشوبنغ
فالشوينغ (بالسويدية: Falköping) هي بلدة سويدية ومركز بلدية فالشوبنغ في مقاطعة فسترا غوتلاند في السويد. بلغ عدد السكان 16,350 نسمة في عام 2010..

## أعلام
- يان إسلون
- كارل اريك هولم
- آرنه بيترسن
- كارل رودلف فلورين
- جان كارلسون
- هنري كارلسون
- ماغنوس فريدريكسون